# X-2 (航空機・日本)
X-2
初飛行の画像（航空自衛隊撮影）
- 用途：先進技術実証機
- 分類：実験用航空機
- 製造者：三菱重工業
- 運用者： 日本（防衛装備庁）
- 初飛行：2016年4月22日
- 生産数：1機
- 運用状況：性能試験終了

X-2は、日本の防衛省技術研究本部（のちに防衛装備庁）が三菱重工業を主契約企業として開発した先進技術実証用の実験用航空機。開発にあたり220社におよぶ国内企業の協力を得ており、部品の9割超が国産である。
2016年1月28日に型式が発表されるまでは、先進技術実証機 (Advanced Technological Demonstrator-X, ATD-X) が正式な呼称であった。プロジェクト初期は部内で富士山、すなわち「日本の魂」の思いを込めて「心神（しんしん）」と称したが、型式発表時点で心神の名称は使用されていない。通称として「心神」を用いた報道も一部に見られる。

「X-2」の型式名称の由来は、1954年（昭和29年）から1962年（昭和37年）にかけて防衛庁技術研究所で実験に供されたサーブ・サフィール91B改造の高揚力研究機「X1G」に続いたものであり「X-2」と呼称されている。。

## 概要
将来の国産戦闘機に適用できる先進的な要素技術を実証するために開発されたステルス研究機である。X-2はアメリカのXプレーンと同様の実験機であり、ステルス技術の研究・開発を通じてノウハウを蓄積することを目的としている。その性格上、平均的な現世代の戦闘機と比べて機体は大幅に小型で、運用寿命も数百時間と短い。また、エンジン1基あたりの推力も現代の作戦機用途としては小さく、機体にも武器の搭載能力はない。本機および今回のプロジェクトで得た技術を元にして2030年代にステルス戦闘機が実用化される予定だが、それはまた別のプロジェクト（将来戦闘機開発計画）になり、X-2自体が正式採用され、量産・武装・実戦配備されるといったことはない。
防衛省は「将来の戦闘機に関する研究開発ビジョン」で、コンセプトモデルとして第5世代ジェット戦闘機のさらに次世代となるi3 FIGHTERを提唱し、F-2戦闘機の後継に国産戦闘機を用いることを選択肢の一つとしている。防衛省は、将来の国産戦闘機を実現するにあたり先進軍事技術を研究開発する必要性があると提言しており、本機の開発はその研究開発の一部の要素技術を実証する役割を担う。平成27年度概算要求では「F-2の退役時期までに、開発を選択肢として考慮できるよう、国内において戦闘機関連技術の蓄積・高度化を図る」ものとしている。
本機の開発は、実物大模型のRCS試験や5分の1縮小サイズ無人モデルの飛行テストの後に、2009年（平成21年）度から実機の開発が、2012年（平成24年）3月28日から愛知県飛島村の三菱重工業・飛島工場で実機の組み立てが開始され、2016年（平成28年）1月28日に実機の報道公開と型式発表され、2月11日に初の地上走行を試験した。4月22日8時47分に県営名古屋空港から初飛行し、9時13分航空自衛隊岐阜基地に着陸し、上昇、下降、旋回などの基本特性、操縦性などの試験結果は良好であった。その後、機体を防衛装備庁に引き渡し、2017年（平成29年）10月31日まで計32回の飛行試験を行いステルス性や機動性を検証した。
2020年8月20日に同機と思われる機体が運ばれているのが目撃され、現在では千葉県の防衛装備庁電子装備研究所飯岡支所にて、詳細なステルス性の計測を行っていると思われている。

## 開発経緯
X-2開発の起源は、F-2が日米共同開発に決まった後の1990年、自国の機体設計技術を継承・発展するための技術実証機構想に遡る。その際の中心テーマは、ステルス性と高運動性の両方を備えた戦闘機実証機の試作・飛行であった。開発は、1991 - 1993年度の「将来航空機主要構成要素の研究試作」に始まり、1996 - 2001年度の「ステルス・高運動機模擬装置の研究試作」を経て、2000 - 2007年度の「高運動飛行制御システムの研究試作」にて後述する実物大RCS試験模型の作成及び1/5サイズのモデルの飛行試験等で技術資料の収集を行い、本機の開発につながる。
米・露・中といった、軍事における先進諸国の主力戦闘機の開発と配備は、ステルス性と高運動性能を備えた第5世代戦闘機に移っている。これまでにF-117攻撃機やB-2戦略爆撃機といったステルス機を開発し運用してきたアメリカでは、本格的な第5世代機であるF-22戦闘機を実戦配備し、F-35戦闘機の飛行試験もしている。またロシアではSu-57を開発中であり、戦闘機開発能力を持つその他の国でも第5世代機に関する研究が行われている。
このような状況を受け、日本も将来の国産戦闘機開発を視野に入れた要素技術の研究開発に着手しており、それらの技術を実証するために飛行試験用の実証機を製作する事になった。実証機の開発により、航空自衛隊の防空用レーダーなどにステルス機が実際どのように映るかを独自に解明し、高度な探知能力とステルス性と運動性を持つ将来国産戦闘機の実現を目指すものである。
第5世代戦闘機では多方向からの多様な脅威に対処する能力が必要となっており、従来より性能向上したレーダーや赤外線センサーなどの電子機器が搭載されるが、機内容積の制約上、搭載する電子機器は大きさ、消費電力、冷却能力が制約される。デジタル技術の発達速度は今後も維持されると期待され、例えば米国製のF-22やF-35といった機体では、将来実現される技術の発展に伴って容易に搭載機器の性能向上が行えるようにモジュール方式で搭載されており、日本でも様々な研究試作が行われている。

## 開発の詳細と各部特徴

### 機体

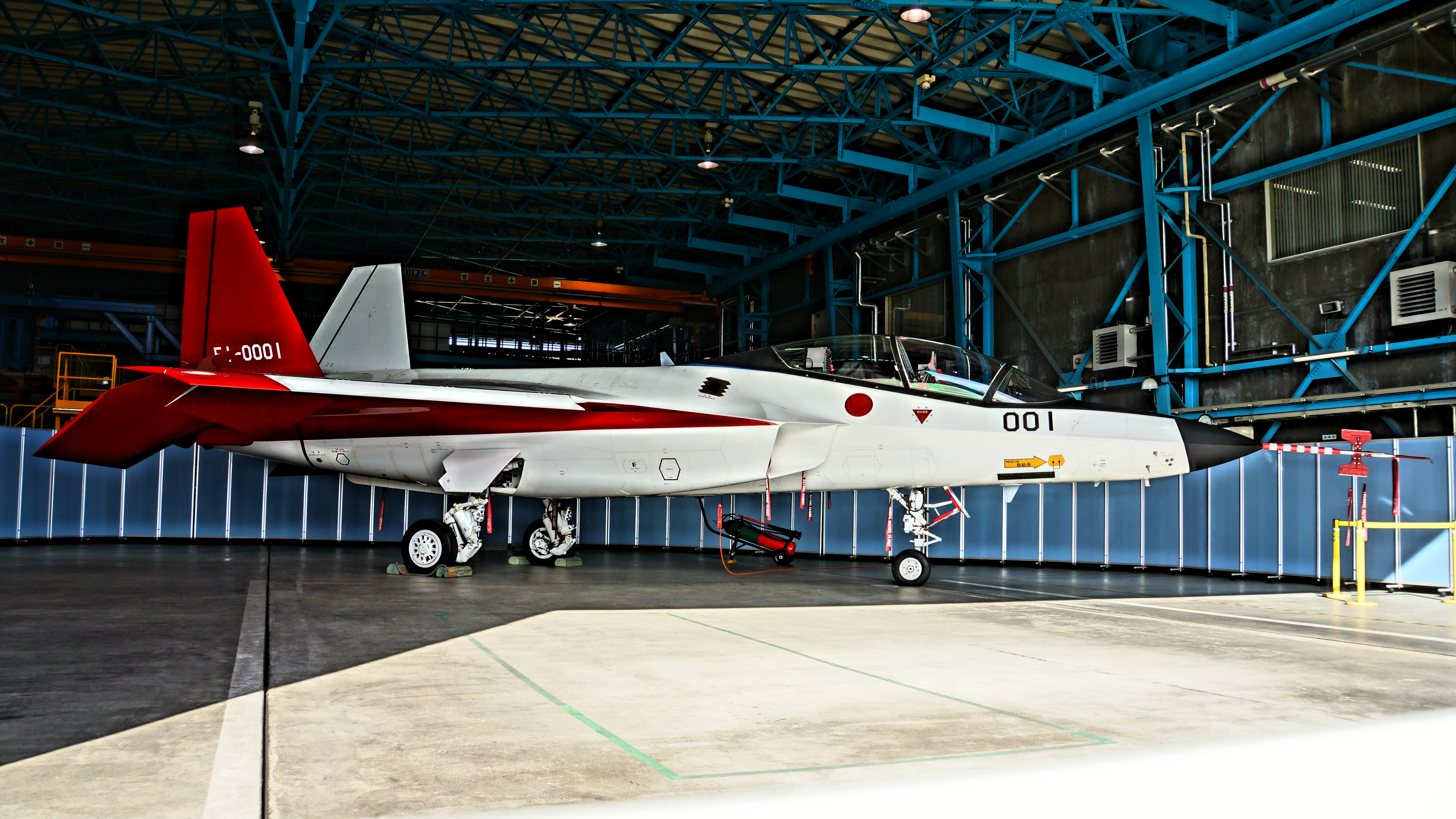
岐阜基地にて一般公開されたX-2

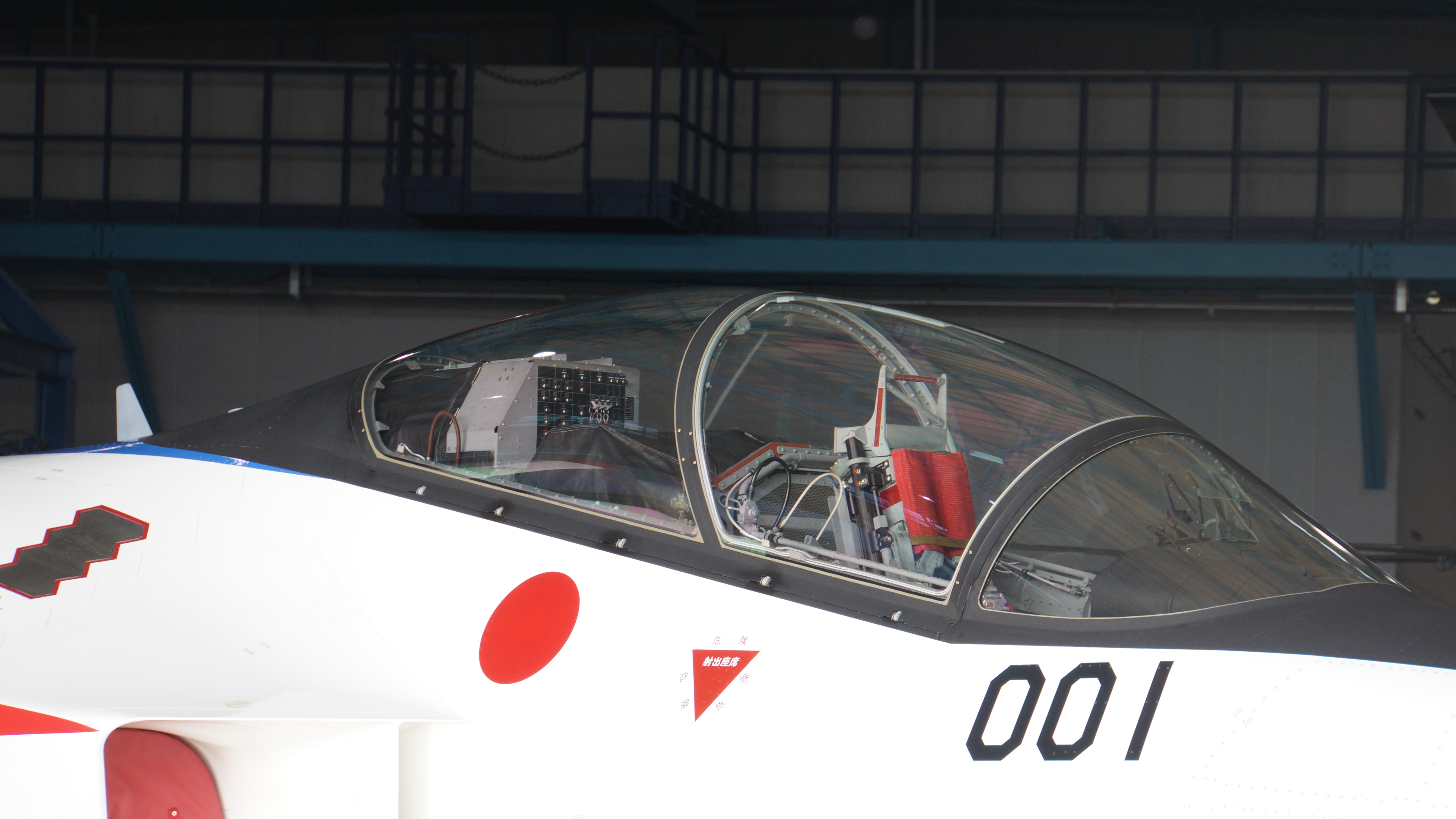
キャノピー

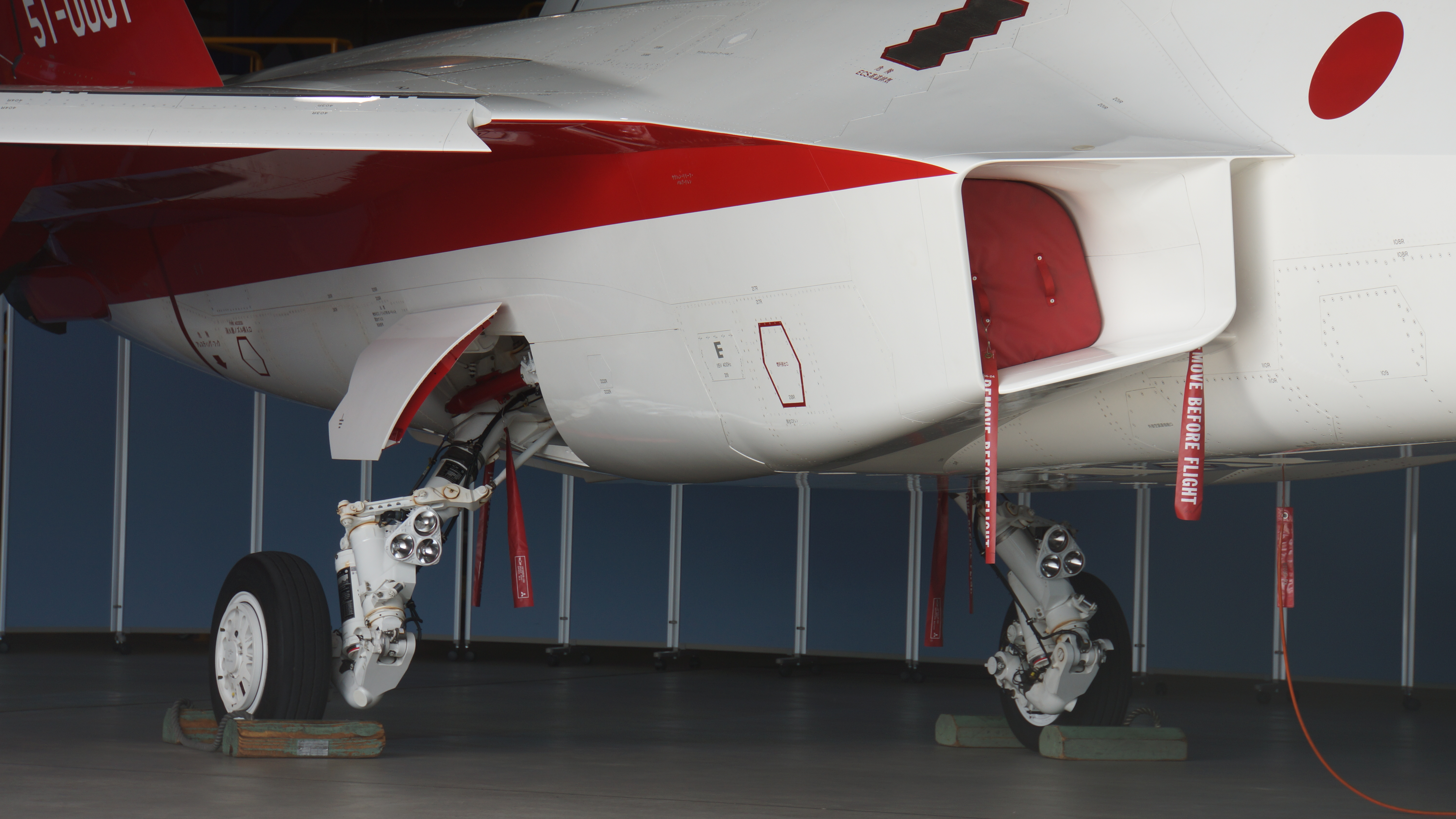
脚部

本機は双発機であり、低RCS（Radar Cross Section、レーダー反射断面積）を実現するために、機体側面にチャイン（ストレーキ）を持ち、2つの垂直尾翼を外傾させ、機体表面は電波を吸収するセラミックや炭化ケイ素の新複合材料で覆われている。また、機体内部のエンジン付近のエアダクトに電波吸収材が使われている。ただしキャノピー表面を除き機体表面にステルスコーティングは施されていない。
主翼と尾翼は富士重工業が、制御機器はナブテスコが、電波吸収剤は宇部興産が製造した。複雑に屈曲させたエンジンの吸気ダクトなどもあいまって、RCSは数十キロ先のカブトムシ程度とされる。
機体サイズは約14メートル (m) でF-22の全長18.92mに対して大幅に小型だが、本機はあくまで「研究実証機」で離陸重量約8トンの実証エンジンを搭載し、エンジン出力に見合った機体規模で十分である。本機は開発費を抑えるため、T-4の座席とキャノピー（当初はF-1戦闘機用のキャノピー）およびT-2の主脚と前脚を流用している。
技術研究本部（技本）はRCS研究の一環として実物大RCS試験模型を三菱重工で制作した。実物大RCS試験模型は、2005年（平成17年）にフランス国防装備庁の電波暗室で電波反射特性を試験し、レーダー画面で、中型の鳥より小さく昆虫より大きく分析表示されるステルス性を確保した。本試験模型の写真は、2006年5月に技本ホームページ（外部リンク参照）に掲載され、初めて本機の姿が披露された。この試験は当初アメリカ空軍の施設で行う予定がアメリカの許可が下りず、フランス国防装備庁へ依頼した。
2006年春に、実物大RCS模型を5分の1に縮小した炭素繊維強化プラスチック製・全長3m・全幅2m・重量45kgと推定される無人モデルが初飛行した。この機体は4機製作され、飛行実験は北海道大樹町の多目的航空公園で2007年11月まで計40回行われ、遠隔操作や自律飛行、異常時の自己修復制御などの実証検証が行われた。この飛翔実験で得られたデータは技本で解析され、X-2の実機開発に利用されていると推測される。
2006年11月9日と10日に東京都内で、平成18年度研究発表会が開催され、本機の32分の1スケール模型と「心神」の通称が発表された。マスメディアへの露出では、まず『航空ファン』2007年2月号が本機の特集記事を掲載し、次いで2007年8月11日付の中日新聞朝刊も1面トップ記事で本機に関する報道を行った。テレビは8月24日のFNNスーパーニュースが独占報道として、機体・エンジン・推力偏向装置・縮小模型をテレビ初公開した。5分の1縮小サイズ無人モデルの飛行実験は2007年（平成19年）9月11日に報道陣に公開された。
X-2は総額394億円をかける計画である。2009年（平成21年）度から2014年（平成26年）度まで研究試作を行い、2010年（平成22年）度から2016年（平成28年）度までに試験を実施し、X-2の開発を完了する予定で、実際は2017年（平成29年）度に飛行試験を含めて完了した。当初、X-2の本開発は2008年（平成20年）度から開始する予定であったが予算計上は認められなかった。同年度予算では「高運動ステルス機技術のシステムインテグレーションの研究」として、概算要求の半額以下である70億400万円のみが認められ、2008年（平成20年）度から2010年（平成22年）度まで研究が行われた。2009年（平成21年）度防衛予算では本開発用の85億円の予算が認められた。技本は「先進技術実証機（高運動ステルス機）」の名目で本開発を開始した。開発2年目の2010年（平成22年）度予算では228億円が認められている。
2013年9月11日、先進技術実証機（当時）の試験支援で米国空軍省と「先進技術実証機の試験準備支援（国外）」として1億1368万1520円の契約を結んだことが報道された。

### アビオニクス
X-2の実機開発に先立ち、技本技術開発官 (航空機担当) 付第3開発室は「高運動飛行制御システムの研究試作」を開始した。この研究は2000年（平成12年）度から2008年（平成20年）度まで行われ、三菱重工が主契約者に選ばれた。この研究の内容は、優れた運動性能を備えるとともに、レーダーに探知されにくい戦闘機の飛行制御等に関するものである。この研究では、ステルス性を高めるための低RCSな機体形状設計技術、通常の戦闘機では飛行不能な失速領域でも機体を制御し、高運動性を得るIFPC（エンジン・飛行制御統合）技術などの研究を行った。
操縦系はフライ・バイ・ワイヤだが、前縁フラップ駆動系統にはフライ・バイ・ライトを採用している。

### コックピット
コックピットは、2基の多機能ディスプレイとヘッドアップディスプレイで構成される。座席とキャノピーは川崎重工業が製造したT-4からの流用だが、キャノピーは電波の反射を防ぐためITOでコーティングされた。

### エンジン

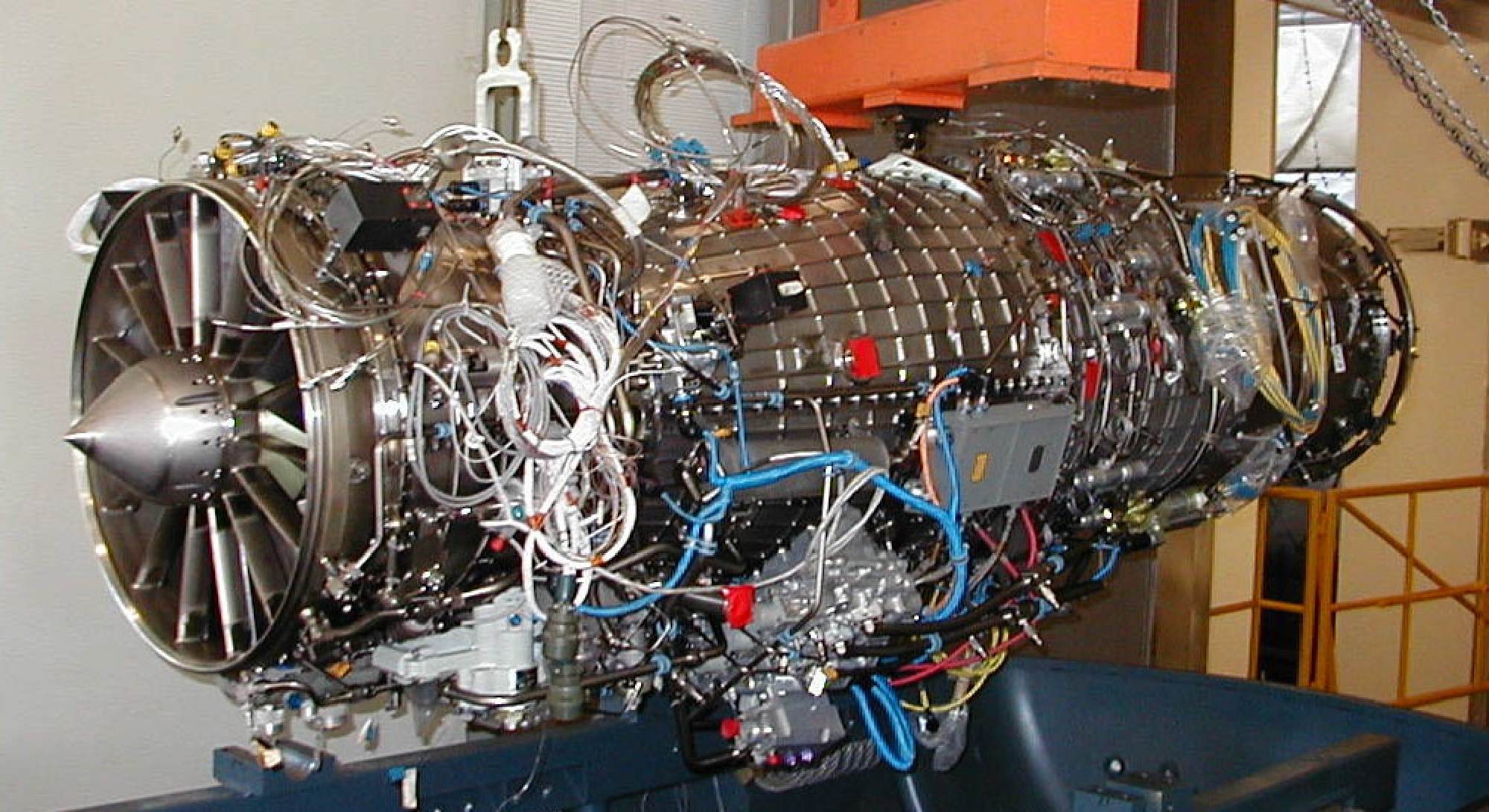
XF5-1

搭載エンジンは実証エンジンXF5-1である。本エンジンは技本がIHIを主契約企業として実施した「実証エンジンの研究」によって開発されたものである。
XF5-1はアフターバーナーを備えたターボファン方式のジェットエンジンであり、推力重量比8程度、2基搭載時に推力合計約10トン (t) 程度を発揮し、将来の国産戦闘機開発に繋げるものとしてF3エンジンの経験を基に開発された。
1995年（平成7年）度から1999年（平成11年）度まで5回に分け、147億円の予算のもと、開発契約を結んで開発が開始された。研究試作期間は1995年（平成7年）度から2000年（平成12年）度までである。また所内試験期間は1997年（平成9年）から2008年（平成20年）度まで行われ、燃焼器などの性能の高さを証明して開発を終了した。技本へ1998年（平成10年）6月に初号機を納入、2001年（平成13年）3月までに計4基が引き渡された。XF5-1の研究成果の一部は、P-1用F7-10エンジンへ移転している。

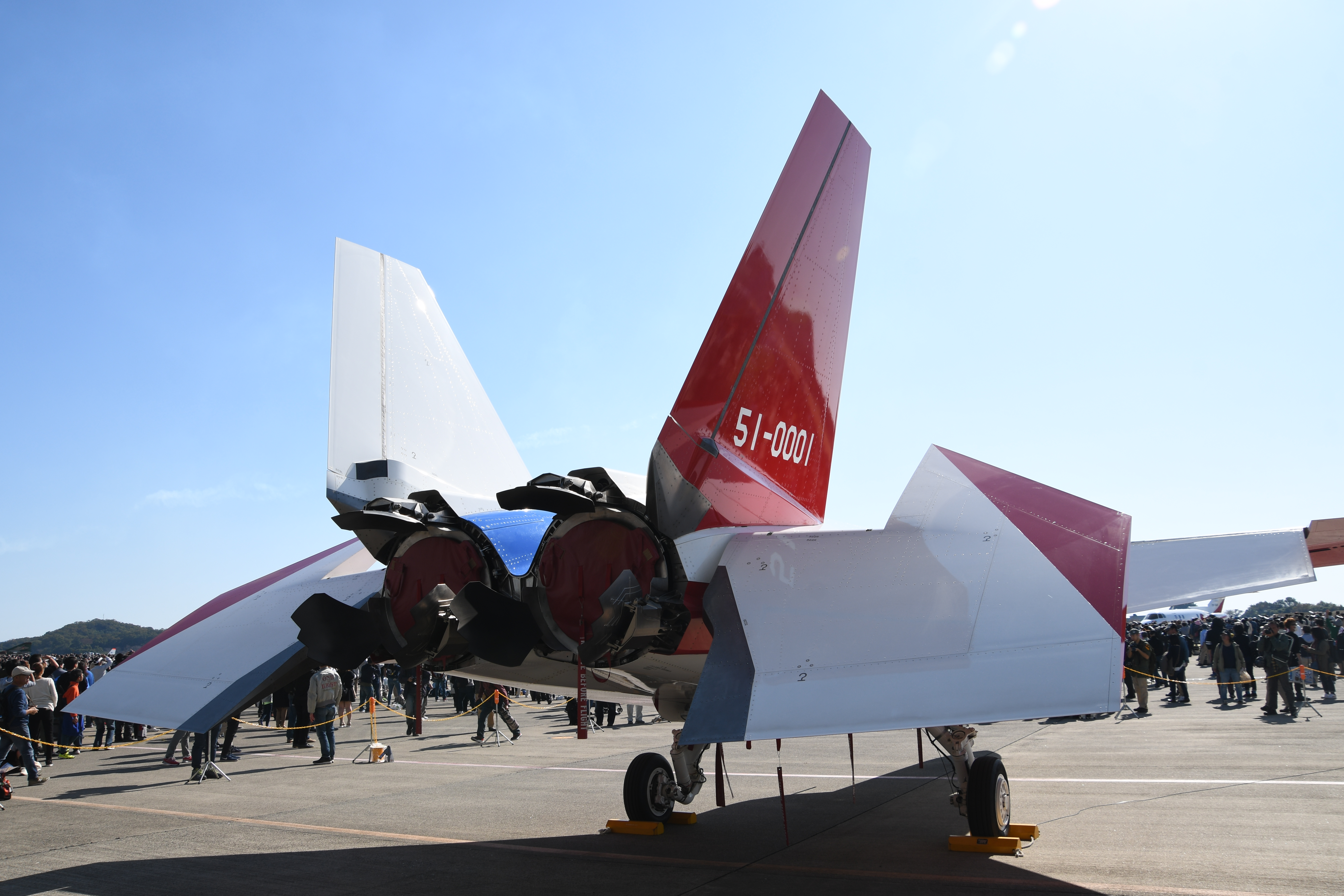
3枚の推力偏向パドル

XF5-1に設置される推力偏向機構とレーダーブロッカー等は、三菱重工を主契約者とした「高運動飛行制御システムの研究試作」によって開発されたものである。高運動飛行制御システムは、通常の戦闘機では制御不可能な失速領域においても機動制御を維持し、かつ高運動性を確保するもので、XF5-1の噴射口に3枚の推力偏向パドルを取り付けている。この研究試作は2000年（平成12年）度から2007年（平成19年）度まで、所内試験は2002年（平成14年）度から2008年（平成20年）度まで行われ開発を終了した。この開発スケジュールの中で、2003年（平成15年）度に試作品が製作され、2007年（平成19年）3月9日の完成審査において技本により妥当の判断が下された。同年秋より浜松基地の航空自衛隊第1術科学校にて試験が行われた。飛行試験を安全・確実かつ効率的に行うため、試験前にフライトシミュレータを作り、パイロットの養成や試験内容の検証に活用している。

## 初飛行の日程変更

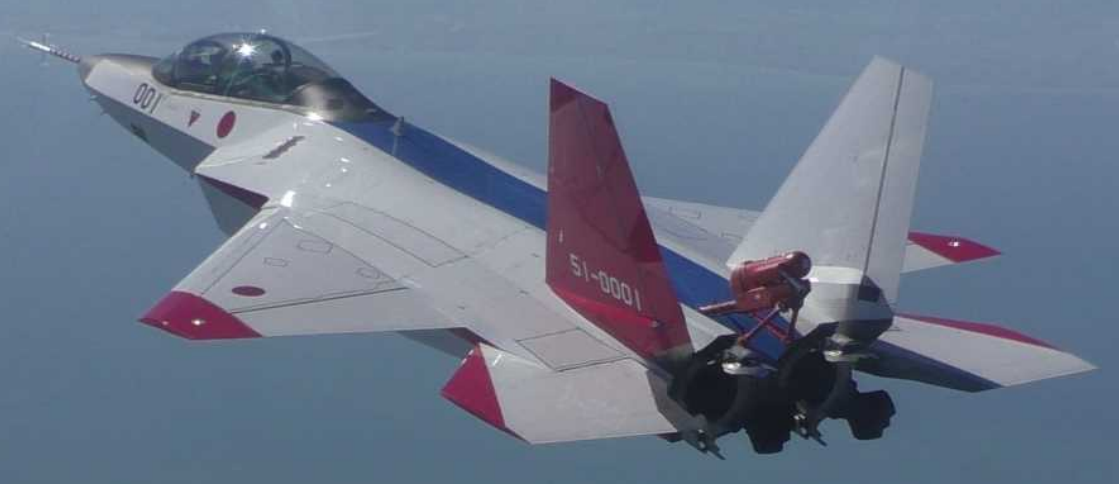
X-2（標準ピトー、スピンシュート搭載形態）

2015年（平成27年）1月6日、当初の2014年（平成26年）度内の本機の初飛行予定を、2015年4月以降に先送りすることが報道された。原因はエンジンの出力を制御するためのレバーの位置を認識する装置が正常に作動せずソフトウェアの改修が必要になったこと、空中でエンジンが止まったときに自動で再始動させる「オート・スプールダウン再始動機能」を新たに装備する変更が加えられたことに起因するとされている。防衛省は試験飛行延期による長期的なスケジュールへの影響はないとしている。同年2月15日に初飛行が8月の予定、10月に2016年1月以降の予定と報道された。2016年4月22日に初飛行した。

## 主要諸元
実機
- 全長：14.174m
- 全幅：9.099m
- 全高：4.514m
- 空虚重量：約9.7トン
- エンジン：IHI XF5-1（アフターバーナー推力 約5トン）×2

出典

## 登場作品
『エースコンバット インフィニティ』
防衛省技術研究本部の協力を得て、本機をモデルにPROJECT ACESがデザインした架空のステルス戦闘機「ATD-0」が登場した。2015年1月22日のアップデートでプレイヤー機として使用可能になった。
『第三飛行少女隊』
地球に侵略してきた謎の存在〈ビルダー〉が、人類が有する兵器をコピーして量産して人類の攻撃に使用している設定で、F-22やF-35とあわせて本機が登場する。実際と異なり青と紺の洋上迷彩塗装で空対空ミサイルと機関砲で武装している。
『Modern Warships』
プレイヤーが操作できる艦載機として登場。空対空ミサイルと機関砲を搭載している。課金で入手できる。